# Schefflera bejucosa
Schefflera bejucosa är en araliaväxtart som beskrevs av José Cuatrecasas. Schefflera bejucosa ingår i släktet Schefflera och familjen araliaväxter.
Artens utbredningsområde är Colombia. Inga underarter finns listade.